# لاري إل. ميموت
لاري إل. ميموت (مواليد 1960) هو دبلوماسي أمريكي شغل منصب القائم بالأعمال في سفارة الولايات المتحدة في بوليفيا من يوليو 2012 حتى 28 فبراير 2014.
اعتبر أن أكبر تحدٍ واجهه في بوليفيا هو إقامة علاقة مع الحكومة البوليفية تقوم على الثقة. في 10 سبتمبر 2018، أصبح نائب رئيس البعثة في سفارة الولايات المتحدة في الكويت، وتولى قيادة السفارة بصفة القائم بالأعمال بالإنابة في 5 أكتوبر 2019.[بحاجة لمصدر]

## بوليفيا
خلال فترة وجوده هناك، كان الرئيس البوليفي في خطاباته يتحدث عن الولايات المتحدة «دائمًا بنبرة سلبية وازدرائية»، وأصدر لاحقًا أمرًا بطرد الوكالة الأمريكية للتنمية الدولية دون إجراء أي مشاورات. كانت مسؤولية ميموت الإشراف على مغادرتهم.كان يُنظر إلى ميموت باعتباره «حمامة» في أوساط أجهزة الاستخبارات الأمريكية. قررت واشنطن إجراء «تحوّل تكتيكي» واستبدال جميع موظفي السفارة قبل وصول جيفرسون براون بصفته القائم بالأعمال المؤقت. ويُعد القائم بالأعمال «أعلى مسؤول موجود في البلاد منذ أن طرد الرئيس إيفو مورالس السفير فيليب غولدبرغ عام 2008، بتهمة الانخراط في أنشطة تخريبية بالتعاون مع قوى المعارضة المتشددة في مدينة سانتا كروز. وتشير جميع المؤشرات إلى استبدال كامل الطاقم، مع إعطاء وزن أكبر لأجهزة الاستخبارات وزيادة الجهود لزعزعة حكومة مورالس، في إطار هجوم مضاد إقليمي».